# خورخي كيويستا
خورخي كيويستا (بالإسبانية: Jorge Cuesta)‏ هو صحفي وكيميائي وكاتب وشاعر مكسيكي، ولد في 23 سبتمبر 1903 في كوردوبا، المكسيك في المكسيك، وتوفي في 13 أغسطس 1942 في Tlalpan ‏ في المكسيك بسبب شنق.